# Colonia San José, Tenango del Valle
Colonia San José är en ort i Mexiko.   Den ligger i kommunen Tenango del Valle och delstaten Mexiko, i den sydöstra delen av landet, 60 km sydväst om huvudstaden Mexico City. Colonia San José ligger 2 588 meter över havet och antalet invånare är 424.
Terrängen runt Colonia San José är kuperad åt sydväst, men åt nordost är den platt. Runt Colonia San José är det tätbefolkat, med 397 invånare per kvadratkilometer. Närmaste större samhälle är Metepec, 17,0 km norr om Colonia San José. I omgivningarna runt Colonia San José växer huvudsakligen savannskog.